# Maurāwān
Maurāwān är en ort i Indien.   Den ligger i distriktet Unnao och delstaten Uttar Pradesh, i den centrala delen av landet, 400 km sydost om huvudstaden New Delhi. Maurāwān ligger 128 meter över havet och antalet invånare är 14 916.
Terrängen runt Maurāwān är mycket platt. Runt Maurāwān är det tätbefolkat, med 530 invånare per kvadratkilometer. Närmaste större samhälle är Purwa, 11,0 km väster om Maurāwān. Trakten runt Maurāwān består till största delen av jordbruksmark.